# کانگ سونگ یون
کانگ سونگ یون (کره‌ای: 강승윤؛ زادهٔ ۲۱ ژانویه ۱۹۹۴) که بیشتر با نام هنری سونگ‌یون (انگلیسی: Seungyoon) یا یون (انگلیسی: Yoon) شناخته می‌شود، خواننده-ترانه‌سرا، بازیگر و لیدر گروه پسرانهٔ کره جنوبی، وینر است. او در برنامهٔ تلویزیونی رقابتی واقع‌نمای موسیقی سوپر استار کی۲ (۲۰۱۰) شرکت کرد و پس از کسب مقام چهارم به شهرت رسید. او از طریق این برنامه، یک تک‌آهنگ دیجیتال به نام «Instinctively» منتشر کرد که به جایگاه شماره یک رسید و بیش از ۲ میلیون کپی فروخت. در ژانویه ۲۰۱۱، او توسط ناشر کره جنوبی، وای‌جی انترتینمنت مورد شناسایی قرار گرفت، و به‌طور رسمی به عنوان سولو آرتیست در ژوئیه ۲۰۱۳ با تک‌آهنگ دیجیتال «باران می‌بارد» و به عنوان لیدر گروه وینر در اوت ۲۰۱۴ دبیو کرد.